# Mayabeque
Mayabeque é uma das quinze províncias de Cuba. Sua capital é a cidade de San José de las Lajas. Foi criada pela Assembleia Nacional de Cuba em 1 de agosto de 2010 quando a extinta província de Havana foi separada em duas, uma delas sendo Mayabeque e a outra sendo Artemisa. A instalação da província deu-se a 1 de janeiro de 2011.

## Municípios
A província de Mayabeque está subdividida em 11 municípios.
| Município             | População (2004) | Área (km²) | Coordenada geográfica        | Comentários        |
| --------------------- | ---------------- | ---------- | ---------------------------- | ------------------ |
| Batabanó              | 25664            | 187        | 22° 43′ 29″ N, 82° 17′ 23″ O |                    |
| Bejucal               | 25425            | 120        | 22° 55′ 58″ N, 82° 23′ 13″ O |                    |
| Güines                | 68951            | 445        | 22° 50′ 52″ N, 82° 01′ 25″ O |                    |
| Jaruco                | 25658            | 276        | 23° 02′ 34″ N, 82° 00′ 33″ O |                    |
| Madruga               | 30640            | 464        | 22° 54′ 59″ N, 81° 51′ 25″ O |                    |
| Melena del Sur        | 20445            | 227        | 22° 46′ 54″ N, 82° 08′ 54″ O |                    |
| Nueva Paz             | 24277            | 515        | 22° 45′ 48″ N, 81° 45′ 29″ O |                    |
| Quivicán              | 29253            | 283        | 22° 49′ 29″ N, 82° 21′ 21″ O |                    |
| San José de las Lajas | 69375            | 591        | 22° 58′ 05″ N, 82° 09′ 21″ O | Capital provincial |
| San Nicolás           | 21563            | 242        | 22° 46′ 55″ N, 81° 54′ 24″ O |                    |
| Santa Cruz del Norte  | 32576            | 376        | 23° 09′ 21″ N, 81° 55′ 35″ O |                    |